# 2057
Cette page concerne l'année 2057  du calendrier grégorien.
L'année 2057 est une année commune qui commence un lundi.
C'est la 2057e année de notre ère, la 57e année du IIIe millénaire et du XXIe siècle et la 8e année de la décennie 2050-2059.

## Autres calendriers
- Calendrier berbère : 3006 / 3007
- Calendrier hébraïque : 5817 / 5818
- Calendrier indien : 1978 / 1979
- Calendrier musulman : 1478 / 1479
- Calendrier persan : 1435 / 1436

## Événements prévisibles
- Cette année verra l'apparition très rare de deux éclipses totales de Soleil en une seule année : celle du 5 janvier (en) et celle du 26 décembre (en). Toutes deux dans l'hémisphère Sud.
- Le 28 avril, l'astéroïde (69230) Hermès a une probabilité faible mais non-nulle de percuter la Terre[réf. nécessaire].

## Dans la fiction
- Le film Sunshine se déroule en 2057.